# Chiesa della Madonna della Salute e di San Nicolao

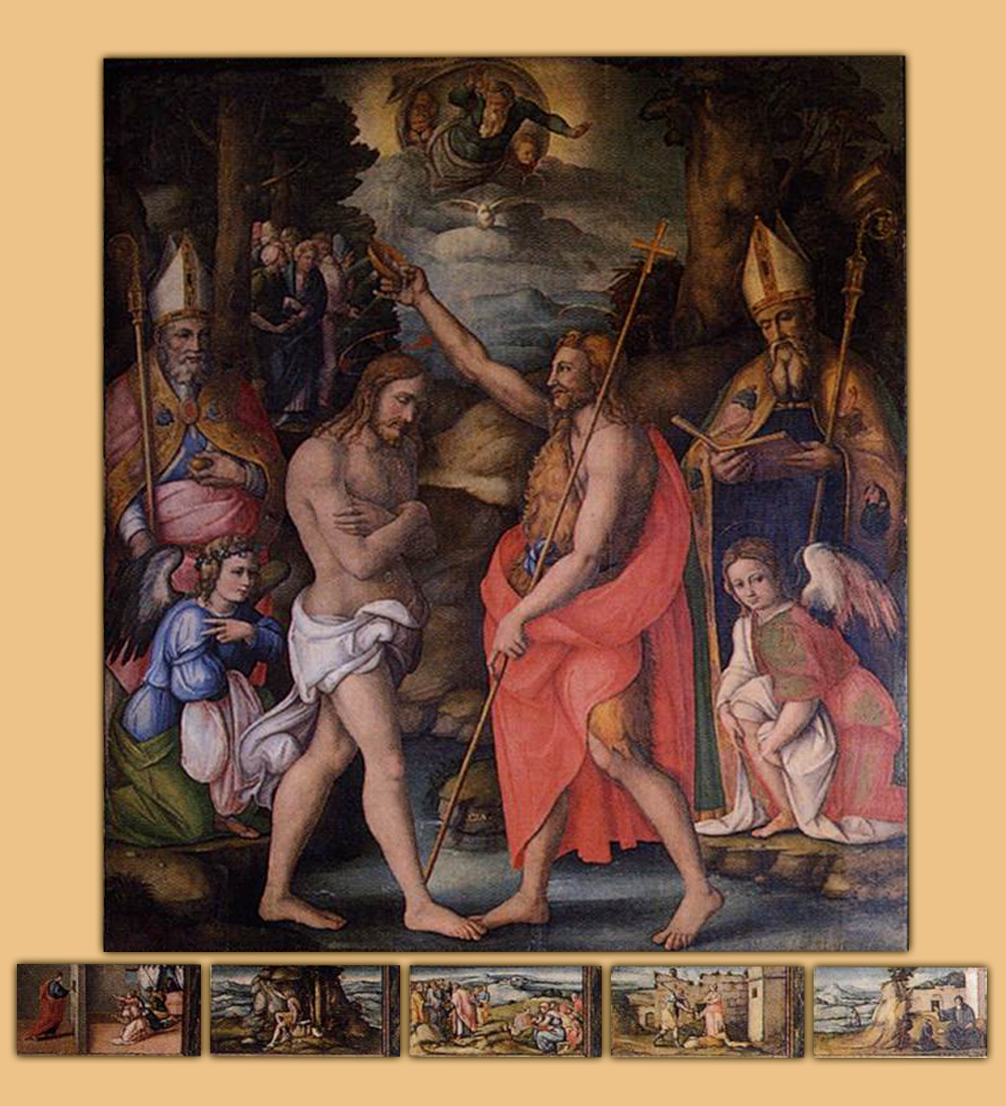
Battesimo di Cristo, Bacchiacca

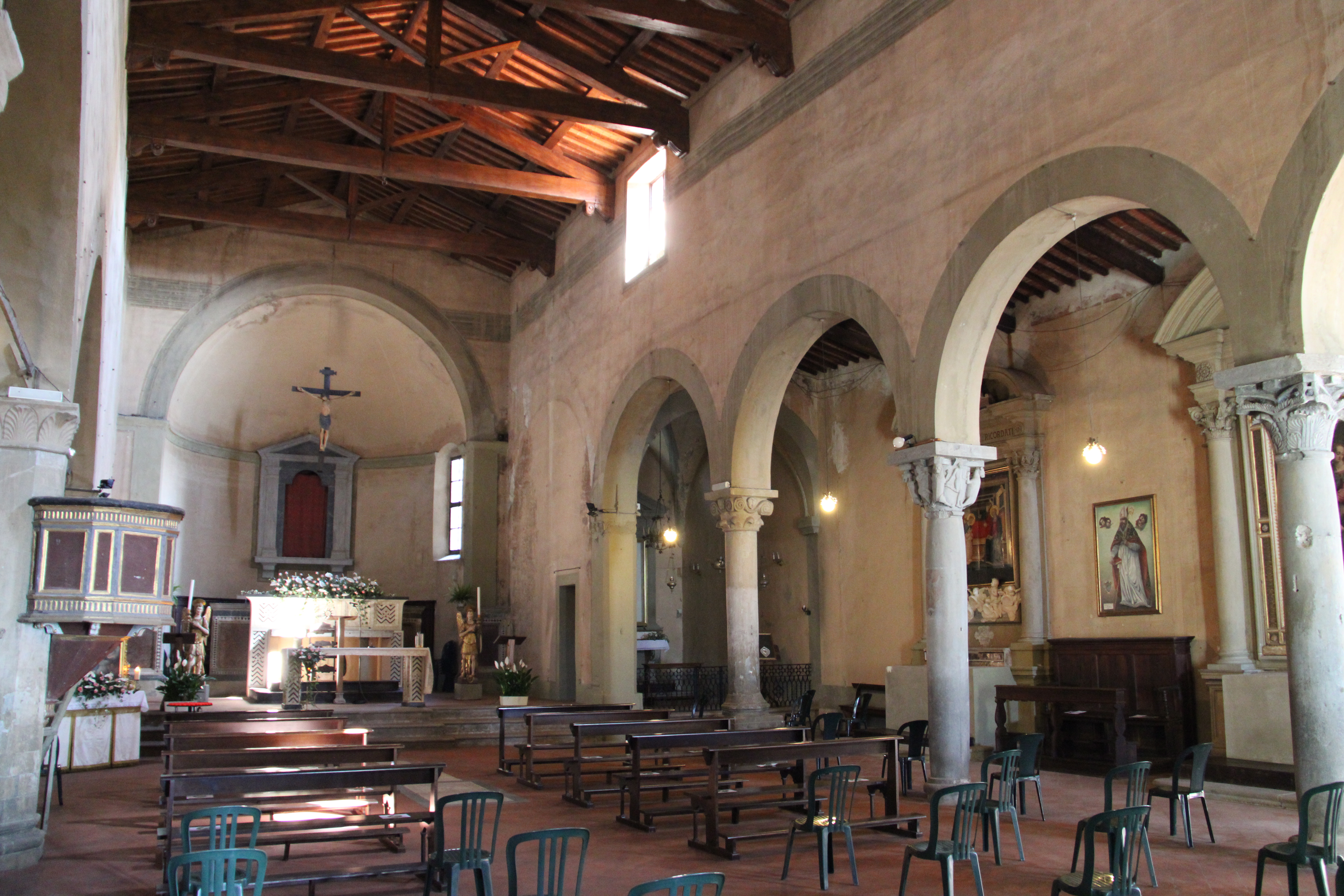
L'interno

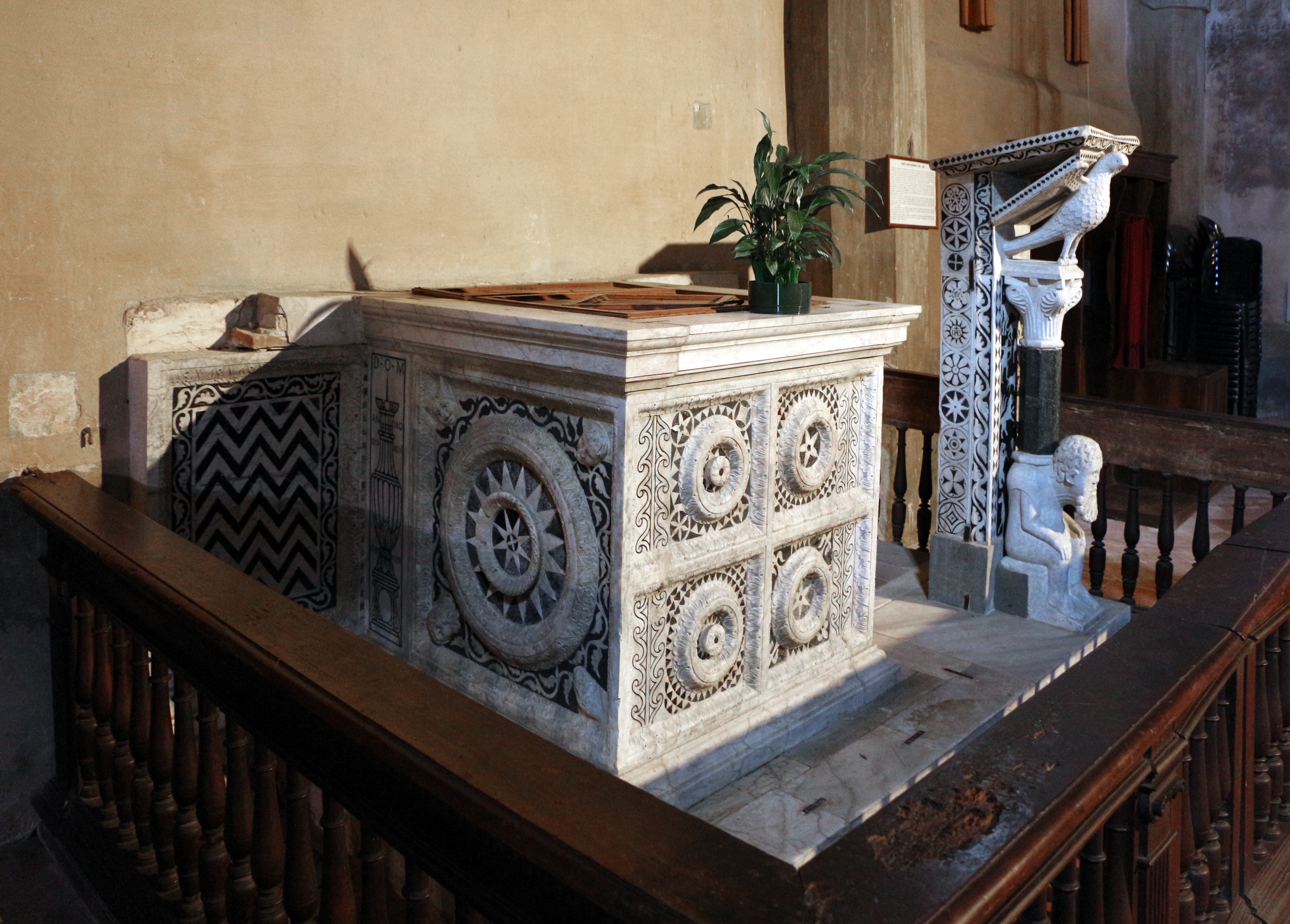
Fonte battesimale

La Chiesa della Madonna della Salute e di San Nicolao è un edificio religioso del comune di Buggiano, nella frazione di Buggiano Castello, e appartiene alla diocesi di Pescia.

## Descrizione
La chiesa, risalente al 1038, è stata a lungo una commenda dei benedettini della Badia fiorentina. 
L'esterno ha un paramento murario molto semplice: unica decorazione sono il coronamento a mensolette delle pareti laterali e l'archivolto bicromo della facciata. L'interno è a tre navate, con un'unica abside semicircolare. 
Il fonte battesimale è l'opera più antica della chiesa, costruito con lastre marmoree intarsiate (XII secolo–XIII secolo). Le lastre facevano probabilmente parte di un ambone e delle transenne che dividevano la parte dedicata ai monaci da quella per i fedeli. Allo stesso complesso apparteneva anche il leggio marmoreo.
In chiesa si trovano importanti dipinti come un'Annunciazione del 1442, attribuita a Bicci di Lorenzo, un Battesimo di Gesù deli Bachiacca e due opere di Giovanni Brina: una Madonna col Bambino e i santi Silvestro papa, Dorotea, Francesco e Fina datata 1580 e una Madonna del Rosario firmata e datata anch'essa 1580.
La chiesa custodisce anche due statue in terracotta policroma raffiguranti rispettivamente San Benedetto e la Madonna con il Bambino, del XVI secolo. La Madonna col Bambino è stata attribuita a Jacopo Sansovino, ipotizzando fosse la versione monumentale del modello presentato al concorso del Mercato nuovo e supponendo quindi una datazione al 1511-13. Studi più recenti ne hanno ricondotto la paternità al Maestro dei Bambini Irrequieti, per lo slancio monumentale e per le forme piene e anatomicamente indagate. Coerentemente con tale attribuzione, suffragata da stringenti analogie con la Madonna col Bambino in S. Leonardo a Serra Pistoiese e quella in S. Pietro a Sorana, la datazione è stata posticipata al 1530-40. Il recente restauro (2017), nell'evidenziare la sodezza delle forme, ne conferma ulteriormente tale paternità.
L'acqusantiera è riferita al Tribolo, a cui spetta anche la cornice del Battesimo, policromata da Giovan Battista Verrocchi (o del Verrocchio). Di quest'ultimo artista, vicino al Tosini, è presente una delle sue opere più importanti, i Tre arcangeli, unica sua pala documentata, eseguita tra 1563 e 1564. Il dipinto, di un pittore non certo di primo piano, si rivela piacevole soprattutto per le scelte coloristiche.
Vicino alla chiesa si trova l'edificio dell'antica abbazia benedettina.